# Neopetrobia convolvuli
Neopetrobia convolvuli är en spindeldjursart som beskrevs av Meyer 1989. Neopetrobia convolvuli ingår i släktet Neopetrobia och familjen Tetranychidae. Inga underarter finns listade i Catalogue of Life.